# 多茲 (密蘇里州)
多茲，多茲斯珀（Dodds Spur）、斯珀多德（Spurdod）、沃靈頓（Warrington），是位於美國密蘇里州新馬德里縣的非建制地區。

## 歷史
多茲的郵局（名為斯珀多德）於1918年設立，同年停運。

## 地理
多茲所處的海拔為高於海平面85米（即279英呎），而該地所採用的時區為UTC-6，即北美中部時區（CST）。同時該地設有夏令時間，為UTC-6調快一小時，即UTC-5（CDT）。